# Stefano Secco
Stefano Secco (Milán, Italia; 1970) es un tenor italiano.

## Biografía
Nacido en Milán en 1973, comenzó sus estudios bajo la dirección del maestro Alberto Soresina y obtuvo su diploma en percusión con Tullio De Piscopo. También asiste a cursos  de Leyla Gencer y Renata Scotto.
En 2009-2010 abre sus trabajos con Simon Boccanegra en Toulouse y La Bohème en la Ópera de la Bastilla en París y la Ópera Alemana de Berlín. Otro de sus grandes estrenos fueron Rigoletto en La Scala de su ciudad natal.
Cantó en el Concierto de Año Nuevo 2016 en La Fenice de Venecia con Nadine Sierra.

## Carrera musical
- Simon Boccanegra de Verdi, Opéra de París (2006), Gran Teatro del Liceo (2008)
- Don Carlos, Opéra de París (2008)
- Rigoletto, actuando el Duque de Mantua, Opéra de París (2008)
- Hoffmann, Opéra de París (2012)
- Macbeth , Teatro Real de Madrid, (2012-2013)
- Carmen, actuando a Don José, La Fenice, Venecia (2013)
- Requiem, Budapest (2013)